# Château de Courcelles-lès-Montbard
Le château de Courcelles-lès-Montbard est une maison forte classée située sur la commune de Courcelles-lès-Montbard, en Côte-d'Or, en Bourgogne-Franche-Comté.

## Localisation
La maison forte de Courcelles-lès-Montbard est située à flanc de coteau, à la limite nord du village, près du canal de Bourgogne et sur le versant ouest de la vallée de la Brenne.

## Historique
Le chevalier Jean de Frôlois, vassal du duc de Bourgogne et premier seigneur de Courcelles y édifie une maison forte au XIIIe siècle. Dès avril 1259, Renard de Courcelles reconnaît celle-ci jurable et rendable au duc Hugues. En 1578, la terre de Rochefort, érigée en comté, comprend Aisy, Asnières, Buffon, Cry, Etivey, Perrigny-sur-Armançon, Ravières, Rougemont, Verdonnet et les châteaux de Courcelles-sous-Grignon et de Montfort[réf. souhaitée]. Le château est réaménagé aux XVe et XVIIe siècles. Cependant, l’inventaire des châteaux du district de Semur, en 1794, fait état d'un château antique à démolir. De cette époque à 1997, il sert d'exploitation agricole.
Le château a fait l’objet d’une inscription au titre des monuments historiques en 1988 (annulée) puis a été classé le 20 juillet 1992.

## Architecture
Le bâtiment comporte une tour forte de quatre étages couverte par un toit en pavillon qui a perdu ses souches de cheminées qui ferme au nord une cour carrée encadrée à l'est et à l'ouest de deux bâtiments plus tardifs à un étage carré ; l'ensemble est cantonné de trois tourelles en encorbellement. Les trois bâtiments s'étagent perpendiculairement à la déclivité en terrain est-ouest. La tour comporte deux étages rehaussés de deux autres dans un second temps. Un escalier en vis en-œuvre proche de l'angle sud-est dessert les trois premiers niveaux[réf. souhaitée].
Le bâtiment occidental, situé en amont de la tour, est rectangulaire à un étage carré, axé du nord au sud. Les pignons présentent un linteau trilobé pour la fenêtre sud du premier étage. Les deux angles occidentaux sont munis de tourelles et de latrines. Le bâtiment était desservi par un escalier externe en vis.
Le bâtiment oriental, plus bas que les deux premiers, également desservi par une tourelle hors-œuvre sur cour, reprend les proportions du bâtiment occidental. L'angle nord-est, sans tourelle, présente un contrefort avec une latrine contre le mur nord. L'angle sud-est porte une tourelle symétrique à celle du sud-ouest. 
Au sud, la maison forte est précédée d'une basse-cour et au nord les bâtiments sont reliés  par des courtines[réf. souhaitée].

## Mobilier
Le rez-de-chaussée de la tour, rectangulaire axé d’est en ouest, ouvre au sud par une porte piétonne. Le premier étage comporte une cheminée à corbeaux chanfreinés sur consoles sur le mur nord, une petite baie rectangulaire à l'est et une baie à meneau et linteau trilobé sur la façade sud. Le second étage, équipé d'une latrine, est un étage de tir avec créneaux et de merlons à archère. Le créneau est a laissé place à une baie à linteau trilobé. Les troisième et quatrième étages, également équipés d'une latrine, sont éclairés chacun d’une petite baie sur chaque face. Les enduits de ces derniers étages sont ornés de restes de peintures héraldiques[réf. souhaitée].

## Annexe